# Anguloa
Anguloa – rodzaj roślin z rodziny storczykowatych (Orchidaceae) obejmujący 9 gatunków i 4 hybryd występujących w Ameryce Południowej w Boliwii, Kolumbii, Ekwadorze, Peru i Wenezueli. Rodzaj ten jest często potocznie nazywany orchideą tulipanową. Rośliny z tego rodzaju są dużymi orchideami naziemnymi, bardzo rzadko epifitycznymi. 
Rośliny z tego rodzaju występują w runie leśnym, w zacienionych miejscach. Najczęściej na skraju lasów, przy drogach i osuwiskach. Dość rzadko spotykane są rosnące jako epifity na gałęziach drzew w Andach. Spotykane są także rosnące w pełnym słońcu na wapiennych glebach oraz wśród traw na wysokościach od 1300 m do 2300 m n.p.m. Rośliny rosnące w dużym zacienieniu rzadko kwitną. Górna granica występowania tych roślin zależy głównie od występowania owadów naturalnie ich zapylających. Rośliny rozwijają kilka kwiatostanów na początku okresu wilgotnego. Sezon suchy zapoczątkowuje okres spoczynku. Liście trwają tylko jeden sezon.  

## Morfologia
Pseudobulwy u gatunków tego rodzaju mają ponad 20 cm długości. Długie lancetowate liście u dojrzałych roślin mogą mieć nawet ponad metr długości. Od dwóch do czterech liści wyrasta u podstawy każdej pseudobulwy. 
Kwiaty mają charakterystyczny mocny cynamonowy zapach i woskowy wygląd. U naturalnych gatunków kwiaty występują w dwóch kolorach, zielonobiałym lub od żółtego do czerwonego. Pędy kwiatowe wyrastają z podstawy pseudobulwy i zakończone są pojedynczym kwiatem. Gatunek Anguloa o białych kwiatach wytwarza sześć pędów kwiatowych z jednej pseudobulwy. Inne mogą wytwarzać ich nawet do 12 z jednej pseudobulwy. Na prętosłupie znajdują się cztery pyłkowiny.

## Systematyka
Rodzaj sklasyfikowany do podplemienia Maxillariinae w plemieniu Cymbidieae, podrodzina epidendronowe (Epidendroideae), rodzina storczykowate (Orchidaceae), rząd szparagowce (Asparagales) w obrębie roślin jednoliściennych.
Wykaz gatunków
- Anguloa brevilabris Rolfe
- Anguloa cliftonii  J.G. Fowler
- Anguloa clowesii  Lindl.
- Anguloa dubia  Rchb.f.
- Anguloa eburnea  Linden ex B.S. Williams
- Anguloa hohenlohii  C. Morren
- Anguloa tognettiae  Oakeley
- Anguloa uniflora  Ruiz & Pav.
- Anguloa virginalis  Linden ex B.S. Williams

Hybrydy
- Anguloa × acostae  Oakeley
- Anguloa × rolfei  Sander ex Rolfe
- Anguloa × ruckeri  Lindl.
- Anguloa × speciosa  Linden